# Оксалат актиния(III)
Оксалат актиния(III) (щавелевокислый актиний) — Ac2(C2O4)3, неорганическое соединение, актиниевая соль щавелевой кислоты. Белое или бесцветное (в кристаллической форме) вещество, малорастворимое в воде (при стандартных условиях — 2,15 мг/л, растворимость заметно повышается в избытке оксалат-иона) и спирте. Хорошо растворимо в разбавленных минеральных кислотах.
Впервые был получен в 1950 году действием оксалата аммония на солянокислый раствор актиния:
{\displaystyle {\mathsf {3Ac^{3+}+3NH_{4}C_{2}O_{4}\ {\xrightarrow {}}\ Ac_{2}(C_{2}O_{4})_{3}\downarrow +3NH_{4}^{+}}}}
В качестве водорастворимой соли актиния можно использовать нитрат.
Образующийся в результате реакции осадок представляет собой кристаллогидрат: Ac2(C2O4)3•10H2O. Кристаллизуется в виде бесцветных моноклинных кристаллов, пространственная группа P21/c.
Оксалат актиния применяется для выделения актиния и его очистки от примесей.
Также оксалат актиния является промежуточным продуктом для получения чистого оксида актиния:
{\displaystyle {\mathsf {Ac_{2}(C_{2}O_{4})_{3}\ {\xrightarrow {1100^{o}C}}\ Ac_{2}O_{3}+3CO_{2}\uparrow +3CO\uparrow }}}